# ノワールムティエ島
ノワールムティエ島（ノワールムティエとう、フランス語: Île de Noirmoutier、ブルトン語: Nervouster）は、フランス・ヴァンデ県に属する大西洋岸の島、ブルニューフ湾の南西部に浮かぶ。冬に咲くミモザの花から「ミモザの島」（île aux mimosas）とも呼ばれる。島の風景は塩田、砂丘、そしてセイヨウヒイラギガシが多くを占めている。
ブルトン語で島の名をNermouster（黒い修道院）という。

## 地理・気候
ビスケー湾の北、ロワール川河口の南にある。
島の一部は海を開墾してできた。島のコミューンは、バルバトル（Barbâtre）、レピーヌ（L'Épine）、ラ・ゲリニエール（La Guérinière）、ノワールムティエ＝アン＝リル（Noirmoutier-en-l'Île）の4つがある。
気候は大西洋の影響を受け、夏も冬も温暖である。日照時間が重要で、7月8月の日照時間が550時間（年間の日照時間が2100時間であるカルカソンヌと比較）である。ジャガイモ文化が発達し、春に収穫される早生品種ボンノットが知られる。
ノワールムティエ島および周辺のブルニューフ湾一帯には塩生植物が多く生え、干潟、砂浜海岸、岩石海岸、塩性または汽水性の草地、砂丘の湿地、池などの多様な地形と生態系がある。また、タゲリ、ダイシャクシギ、オグロシギなどの水鳥とヨーロッパウナギなどの魚類も生息しており、2017年にラムサール条約登録地となった。

## 歴史

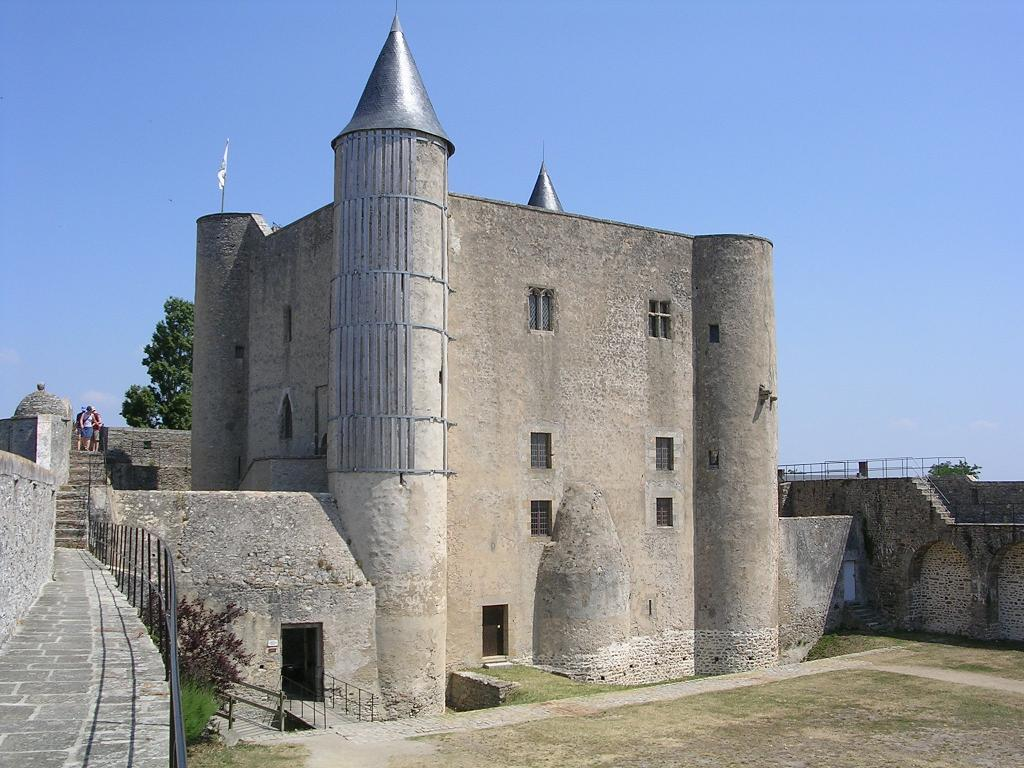
ノワールムティエ城

かつて島はHerまたはHeroと呼ばれ、先史時代より定住がされていた。674年、聖フィリベール（Philibert de Tournus）が島へ移り住んだ。彼は、サン＝フィルベール＝ド＝グラン＝リューにある修道院の前身となった修道院を、島に設置した。彼は塩田で塩を作り、数多くの堤防を築いた。遺骸はヴァイキングやノルマン人の略奪を逃れるため836年より各地へ転々と疎開することになり、最終的に875年、トゥールニュに落ち着いている。
ヴァイキングやノルマン人の侵攻と戦ったラ・ガルナシュ領主たちが、修道士たちと同様に島の所有者となり、830年以降島内に防衛施設を築いた。12世紀、ノワールムティエ城が築かれた。
9世紀以降勢力を拡大してきたブルターニュ侯（のちブルターニュ公）と、中世に深く結びつくようになった。14世紀の間にイングランドから3度侵略を受け、16世紀には2度スペインから攻撃された。15世紀から、トゥアル子爵であるアンボワーズ家の支配下に入る。
1562年、ラ・ロシェルからやってきたユグノー海賊が島を獲得し、1569年まで維持した。17世紀以降干拓が進められ、100ヘクタールあまりの干拓地がフランドルから導入された技術で生まれた。一部の土地では、家畜の餌場や穀物生産が行われるようになった。

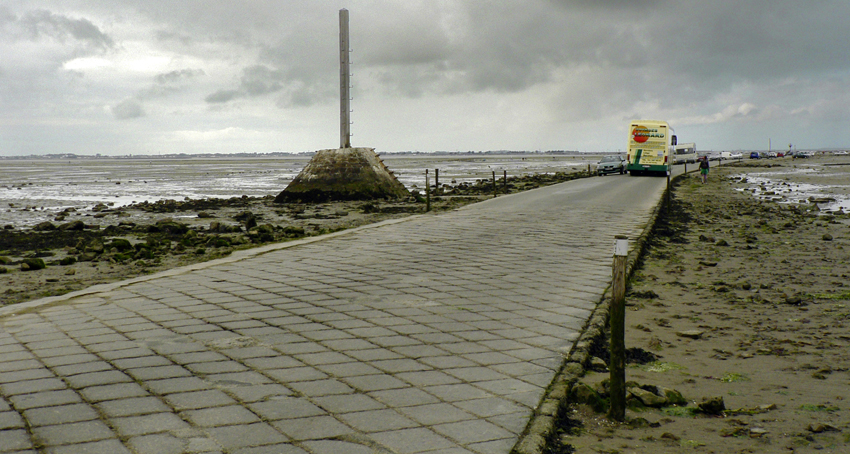
島へつづくパサージュ・デュ・ゴワ

ノワールムティエ島は、本土と島をつなぐ全長4.5キロメートルの砂州・パサージュ・デュ・ゴワで有名である。砂州は日に2度の満潮で海面下に沈む。ここは1999年のツール・ド・フランスで集団落車が発生した地点であり、2011年大会では全体のスタート地点となる。また、ノワールムティエ島自体は2005年大会第1ステージ（個人タイムトライアル）で使われた。毎年、フォレ・ドゥ・ゴワという競歩レースが砂州を横断するコースで開催され、満潮が始まるとスタートする。